# 由利本荘市立松ヶ崎小学校
由利本荘市立松ヶ崎小学校（ゆりほんじょうしりつまつがさきしょうがっこう）は、秋田県由利本荘市にあった公立小学校。

## 概要
1874年（明治7年）開校。2005年（平成17年）、由利本荘市誕生に伴い、由利本荘市立松ヶ崎小学校へ改称、2014年（平成26年）3月、同校と由利本荘市立亀田小学校と由利本荘市立道川小学校を統合し、由利本荘市立岩城小学校が開校されたことに伴い、閉校した。

## 沿革
以下、注釈のない限り公式ページから引用。
- 1874年（明治7年）3月10日 - 開校。
- 1882年（明治15年）7月 - 亀田小学校に合併し、松ヶ崎分校となる。校舎を二階建て新築。
- 1887年（明治20年）4月1日 - 亀田小学校から分離し、松ヶ崎小学校と改称。
- 1889年（明治22年）4月1日 - 松ヶ崎簡易小学校と称す。
- 1892年（明治25年）4月1日 - 松ヶ崎尋常小学校と称し、現在地に校舎新築。木造平屋建。
- 1901年（明治34年）4月4日 - 深沢分教場独立、深沢尋常小学校と称す。
- 1907年（明治40年）12月1日 - 隣接地に校舎増築、平屋建て。
- 1908年（明治41年）5月17日 - 新校舎落成式[2]。
- 1924年（大正13年）3月10日 - 創立50周年記念式典挙行。
- 1927年（昭和2年）1月2日 - 日米親善会より青い目の人形（ブランチュ・ラッファティ）が寄贈される。
- 1928年（昭和3年）4月1日 - 深沢小学校廃止、深沢分教場となる。
- 1941年（昭和16年）4月1日 - 松ヶ崎村立国民学校と改称。
- 1947年（昭和22年）3月31日 - 町村合併により、本荘市立松ヶ崎小学校と改称。校歌制定。
- 1960年（昭和35年）4月1日 - 校章制定。
- 1964年（昭和39年）
  - 4月1日 - 深沢分校、鶴舞東小学校に統合。
  - 10月5日 - 完全給食開始。
- 1970年（昭和45年）1月20日 - 交通安全優良校として全日本交通安全協会会長から表彰。
- 1974年（昭和49年）3月10日 - 創立100周年記念式典を挙行。
- 1977年（昭和52年）4月22日 - 中庭に平和観音像寄贈。

- 1982年（昭和57年）7月9日 - 現校舎完成[3]。
- 1983年（昭和58年）8月18日 - 建設省より国道愛護で表彰を受ける。
- 1989年（平成元年）
  - 3月1日 - 青い目の人形交流の集いを開催。
  - 3月4日 - 創立115周年記念に校門建立。
  - 5月16日 - 県緑化コンクールで秋田営林局長賞受賞。

- 1992年（平成4年）6月22日 - 郡市小学校野球大会で優勝。
- 1996年（平成8年）11月4日 - 創立120周年記念「しおさいフェスティバル」を開催。
- 1997年（平成9年）8月25日 - 国道クリーンアップで東北地方建設局長賞を受賞。
- 1999年（平成11年）11月20日 - 「あおぞらひろば」の完成を祝う会を実施。
- 2002年（平成14年）11月18日 - 松の木植樹会を実施。校地周辺に松の苗木を植栽。
- 2003年（平成15年）7月9日 - 雄物川町立大沢小学校から全校児童が来校し、学年交流を行う。

- 2004年（平成16年）
  - 8月10日 - 国道クリーンアップで国土交通大臣賞。
  - 11月6日 - 創立130周年記念「松小学習発表会」を開催。
- 2005年（平成17年）
  - 3月22日 - 由利本荘市誕生に伴い、由利本荘市立松ケ崎小学校と改称。
  - 7月16日 - 大仙市立太田北小学校から全校児童が来校し、交流する。
  - 11月18日 - 「緑を育てる市民の会」と一緒に松の苗木600本を植栽。
- 2006年（平成18年）～2008年（平成20年）- 理数大好きモデル地域事業 実施。
- 2007年（平成19年）～2009年（平成21年）- 学童・生徒のボランティア活動普及事業の委嘱を受ける。
- 2009年（平成21年）
  - 4月1日 -  租税教室推進協力校の委嘱を受ける。
  - 8月 - 道路愛護団体に対する表彰を受ける。
- 2010年（平成22年）- 8月4日 - 由利本荘市交通安全市民大会感 謝状受領
- 2011年（平成23年）1月18日 - 第51回交通安全国民運動中央大会 全日本優良団体賞
- 2012年（平成24年）
  - 佐々木典夫劇団四季代表取締役会長の講話
  - 小島かはたれ子ども俳句コンクール学校賞受賞
- 2014年（平成26年）
  - 3月22日 - 創立140周年兼閉校式典挙行[4]。
  - 3月31日 - 閉校

## 児童数・学級数
| 年度               | 男子 | 女子 | 計 | 増減 | 学級数 | 増減 | 備考           | 出典   |
| ------------------ | ---- | ---- | -- | ---- | ------ | ---- | -------------- | ------ |
| 1999（平成11）年度 | 不明 | 不明 | 92 |      | 7      |      |                | [ 6 ]  |
| 2000（平成12）年度 | 不明 | 不明 | 77 | -15  | 6      | -1   |                | [ 7 ]  |
| 2001（平成13）年度 | 37   | 40   | 77 | 0    | 6      | 0    |                | [ 8 ]  |
| 2002（平成14）年度 | 35   | 39   | 74 | -3   | 6      | 0    |                | [ 9 ]  |
| 2003（平成15）年度 | 31   | 38   | 69 | -5   | 6      | 0    |                | [ 10 ] |
| 2004（平成16）年度 | 33   | 39   | 72 | +3   | 6      | 0    | 創立130周年    | [ 11 ] |
| 2005（平成17）年度 | 31   | 36   | 67 | -5   | 6      | 0    | 由利本荘市誕生 | [ 12 ] |
| 2006（平成18）年度 | 31   | 39   | 70 | +3   | 6      | 0    |                | [ 13 ] |
| 2007（平成19）年度 | 31   | 37   | 68 | -2   | 6      | 0    |                | [ 14 ] |
| 2008（平成20）年度 | 30   | 25   | 55 | -13  | 6      | 0    |                | [ 15 ] |
| 2009（平成21）年度 | 28   | 31   | 59 | +4   | 6      | 0    |                | [ 16 ] |
| 2010（平成22）年度 | 29   | 22   | 51 | -8   | 6      | 0    |                | [ 17 ] |
| 2011（平成23）年度 | 26   | 28   | 54 | +3   | 5      | -1   |                | [ 18 ] |
| 2012（平成24）年度 | 23   | 25   | 48 | -6   | 5      | 0    |                | [ 19 ] |
| 2013（平成25）年度 | 21   | 19   | 40 | -8   | 5      | 0    | 閉校           | [ 20 ] |